# The Red Hot Chili Peppers (album)
Pour le groupe, voir Red Hot Chili Peppers.
Albums de Red Hot Chili Peppers
Freaky Styley
(1985)
The Red Hot Chili Peppers est le titre du premier album du groupe du même nom, sorti en 1984 et produit par Andy Gill, guitariste du groupe Gang of Four. Cet album est souvent considéré comme le plus mauvais album des Red Hot Chili Peppers en raison du manque d'explosivité qui avait fait d'eux un groupe très apprécié pour ses performances sur scène à Los Angeles. The Red Hot Chili Peppers fut un échec commercial complet et aujourd'hui encore, il reste probablement l'album le moins connu du groupe.
Les problèmes avaient commencé avant même le début des enregistrements. En effet, le guitariste Hillel Slovak et le batteur Jack Irons étaient sous contrat avec MCA avec leur autre groupe What Is This?, alors que les Red Hot avaient signé avec EMI. Les deux autres membres du groupe, Anthony Kiedis et Flea, durent donc chercher deux remplaçants temporaires. Ce sont finalement le guitariste Jack Sherman et le batteur Cliff Martinez qui furent choisis pour prendre la place des deux autres membres.
Certaines des chansons de l'album sont écrites par les quatre membres originaux du groupe, d'autres avec les deux remplaçants. Les premières sont plutôt énergiques comme Get Up and Jump, Green Heaven ou Police Helicopter ; à l'inverse d'autres comme True Men Don't Kill Coyotes ou Buckle Down composées avec Sherman et Martinez. Cela donne finalement un album assez confus.
Les choses ne vont pas aller en s'améliorant au cours de la tournée qui succède à cet album, les performances live ne sont pas à la hauteur de la réputation que les quatre membres d'origine s'étaient forgés à Los Angeles. Et les tensions grandissent entre Jack Sherman et les trois autres membres, ce qui le conduit à quitter le groupe, rendant ainsi sa place à Hillel Slovak, qui arrête son aventure avec What Is This?.

## Fiche technique

### Liste des titres
Toutes les chansons sont écrites et composées par Anthony Kiedis, Flea, Cliff Martinez et Jack Sherman, sauf mention contraire.
| The Red Hot Chili Peppers | The Red Hot Chili Peppers                                            | The Red Hot Chili Peppers                             | The Red Hot Chili Peppers | The Red Hot Chili Peppers | The Red Hot Chili Peppers | The Red Hot Chili Peppers | The Red Hot Chili Peppers | The Red Hot Chili Peppers | The Red Hot Chili Peppers |
| No                        | Titre                                                                | Auteur                                                | Durée                     |                           |                           |                           |                           |                           |                           |
| ------------------------- | -------------------------------------------------------------------- | ----------------------------------------------------- | ------------------------- | ------------------------- | ------------------------- | ------------------------- | ------------------------- | ------------------------- | ------------------------- |
| 1.                        | True Men Don't Kill Coyotes                                          |                                                       | 3:40                      |                           |                           |                           |                           |                           |                           |
| 2.                        | Baby Appeal                                                          |                                                       | 3:40                      |                           |                           |                           |                           |                           |                           |
| 3.                        | Buckle Down                                                          |                                                       | 3:24                      |                           |                           |                           |                           |                           |                           |
| 4.                        | Get Up and Jump (10 août 1984)                                       | Anthony Kiedis, Flea, Hillel Slovak, Jack Irons       | 2:53                      |                           |                           |                           |                           |                           |                           |
| 5.                        | Why Don't You Love Me (Like You Used To Do) (cover de Hank Williams) | Hank Williams                                         | 3:25                      |                           |                           |                           |                           |                           |                           |
| 6.                        | Green Heaven                                                         | Kiedis, Flea, Slovak, Irons                           | 3:59                      |                           |                           |                           |                           |                           |                           |
| 7.                        | Mommy Where's Daddy                                                  |                                                       | 3:31                      |                           |                           |                           |                           |                           |                           |
| 8.                        | Out in L.A.                                                          | Kiedis, Flea, Slovak, Irons                           | 2:00                      |                           |                           |                           |                           |                           |                           |
| 9.                        | Police Helicopter                                                    | Kiedis, Flea, Slovak, Irons                           | 1:16                      |                           |                           |                           |                           |                           |                           |
| 10.                       | You Always Sing the Same                                             |                                                       | 0:19                      |                           |                           |                           |                           |                           |                           |
| 11.                       | Grand Pappy Du Plenty (instrumental)                                 | Kiedis, Flea, Cliff Martinez, Jack Sherman, Andy Gill | 4:14                      |                           |                           |                           |                           |                           |                           |
| 30:42                     |                                                                      |                                                       |                           |                           |                           |                           |                           |                           |                           |

| Format vinyle | Format vinyle                                                        | Format vinyle                                         | Format vinyle | Format vinyle | Format vinyle | Format vinyle | Format vinyle | Format vinyle | Format vinyle |
| No            | Titre                                                                | Auteur                                                | Durée         |               |               |               |               |               |               |
| ------------- | -------------------------------------------------------------------- | ----------------------------------------------------- | ------------- | ------------- | ------------- | ------------- | ------------- | ------------- | ------------- |
| A1.           | True Men Don't Kill Coyotes                                          |                                                       | 3:40          |               |               |               |               |               |               |
| A2.           | Baby Appeal                                                          |                                                       | 3:40          |               |               |               |               |               |               |
| A3.           | Buckle Down                                                          |                                                       | 3:24          |               |               |               |               |               |               |
| A4.           | Get Up and Jump (10 août 1984)                                       | Anthony Kiedis, Flea, Hillel Slovak, Jack Irons       | 2:53          |               |               |               |               |               |               |
| A5.           | Why Don't You Love Me (Like You Used To Do) (cover de Hank Williams) | Hank Williams                                         | 3:25          |               |               |               |               |               |               |
| B1.           | Green Heaven                                                         | Kiedis, Flea, Slovak, Irons                           | 3:59          |               |               |               |               |               |               |
| B2.           | Mommy Where's Daddy                                                  |                                                       | 3:31          |               |               |               |               |               |               |
| B3.           | Out in L.A.                                                          | Kiedis, Flea, Slovak, Irons                           | 2:00          |               |               |               |               |               |               |
| B4.           | Police Helicopter                                                    | Kiedis, Flea, Slovak, Irons                           | 1:16          |               |               |               |               |               |               |
| B5.           | You Always Sing the Same                                             |                                                       | 0:19          |               |               |               |               |               |               |
| B6.           | Grand Pappy Du Plenty (instrumental)                                 | Kiedis, Flea, Cliff Martinez, Jack Sherman, Andy Gill | 4:14          |               |               |               |               |               |               |
| 30:42         |                                                                      |                                                       |               |               |               |               |               |               |               |

| Version remasterisée de 2003 | Version remasterisée de 2003        | Version remasterisée de 2003                    | Version remasterisée de 2003 | Version remasterisée de 2003 | Version remasterisée de 2003 | Version remasterisée de 2003 | Version remasterisée de 2003 | Version remasterisée de 2003 | Version remasterisée de 2003 |
| No                           | Titre                               | Auteur                                          | Durée                        |                              |                              |                              |                              |                              |                              |
| ---------------------------- | ----------------------------------- | ----------------------------------------------- | ---------------------------- | ---------------------------- | ---------------------------- | ---------------------------- | ---------------------------- | ---------------------------- | ---------------------------- |
| 12.                          | Get Up and Jump (démo)              | Anthony Kiedis, Flea, Hillel Slovak, Jack Irons | 2:37                         |                              |                              |                              |                              |                              |                              |
| 13.                          | Police Helicopter (démo)            | Kiedis, Flea, Slovak, Irons                     | 1:12                         |                              |                              |                              |                              |                              |                              |
| 14.                          | Out in L.A. (démo)                  | Kiedis, Flea, Slovak, Irons                     | 1:56                         |                              |                              |                              |                              |                              |                              |
| 15.                          | Green Heaven (démo)                 | Kiedis, Flea, Slovak, Irons                     | 3:50                         |                              |                              |                              |                              |                              |                              |
| 16.                          | What It Is (aka Nina's Song) (démo) | Kiedis, Flea, Slovak, Irons                     | 3:57                         |                              |                              |                              |                              |                              |                              |
| 13:32                        |                                     |                                                 |                              |                              |                              |                              |                              |                              |                              |